# Эрикссон, Бенгт (хоккеист)
Бенгт Эрикссон (швед. Bengt Eriksson; род. 19 сентября 1942 года) — шведский игрок в хоккей с мячом.

## Карьера
Полузащитник клубов «Веста» (Карлстад), «Болльнес», «Юсдаль» и «Венерсборг».
В 1974 - 1976 входил в списки лучших игроков сезона. Включён в список «стурграбб». Участник четырёх чемпионатов мира (20 матчей, 1 гол).
Выделялся жёсткостью в единоборствах, высокой стартовой скоростью, особенно хорошо выполнял оборонительные функции.

## Достижения
– Чемпион Швеции – 1975